# Надежда Казасян
Надежда Казасян е българска певица и актриса .

## Биография
Родена е на 4 януари 1945 година.
Надежда завършва английска филология и още докато е студенткa се омъжва за популярния джаз-диригент Вили Казасян, дългогодишен ръководител на Биг бенда на Българското национално радио. Двамата имат дъщеря – Хилда Казасян.
Надя има още една сестра (освен Гергана) – Люба, която е омъжена за първородния син на Константин Кисимов – Васил, и е майка на телевизионния журналист Константин Кисимов .
Надежда Ранджева-Казасян пее във вокалната дамска група „До-ре-ми-фа“ заедно със сестра си Гергана Ранджева, Гита Минкова, Катя Грънчарова от 1958 година. За кратко във формацията пее и Нина Светославова. Четири певици от хор „Бодра смяна“ се събират и решават да се явят на Първия републикански фестивал на художествената самодейност през 1958 г. Името „До-ре-ми-фа“ получават след успешното си представяне в БИАД с оркестър „Мелоди“.
През 1972 година Вили Казасян създава вокалната група „Студио В“ в която освен Надежда Казасян влизат и Ани Върбанова, Петър Цанков, Бойко Иванов и Петко Петков. Надежда остава в групата до края на съществуването на състава.

## Филмография
| Година | Филми и сериали                   | Серии  | Копродукции | Роля                                                |
| ------ | --------------------------------- | ------ | ----------- | --------------------------------------------------- |
| 1986   | Човек на паважа                   |        |             | жената на следователя                               |
| 1984   | Нощем с белите коне               | 6      |             |                                                     |
| 1984   | Тази хубава зряла възраст         |        |             |                                                     |
| 1979   | Адаптация                         | 3      |             | Искра                                               |
| 1979   | Гонитба                           |        |             | приятелката на журналиста                           |
| 1977   | Година от понеделници             |        |             |                                                     |
| 1974   | Къщи без огради                   |        |             | жената на архитекта                                 |
| 1973   | Мандолината                       |        |             | Орхидея Чилингирова                                 |
| 1970   | Цитаделата отговори               |        |             | д-р Хариева                                         |
| 1969   | Един миг свобода                  | 2 нов. |             | жената на Аргир (в 2-рата новела: „Искам да живея“) |
| 1969   | Подхвърлен камък („Feldobott kö“) |        | Унгария     | Ирини, съпругата на Илиас                           |
| 1965   | Мъже                              |        |             | Данчето, приятелката на Младен                      |
| 1965   | Вула                              |        |             | Надежда                                             |